# Cerapachys adamus
Cerapachys adamus är en myrart som beskrevs av Auguste-Henri Forel 1910. Cerapachys adamus ingår i släktet Cerapachys och familjen myror. Inga underarter finns listade.